# روبيون (الألب الجبلية)
روبيون، الألب الجبلية (بالفرنسية: Roubion)‏ هي بلدية تقع في إقليم الألب البحرية من منطقة بروفنس ألب كوت دازور في جنوب شرق فرنسا. تبلغ مساحة هذه المدينة 27.26 (كم²)، وترتفع عن سطح البحر م، يبلغ عدد سكانها 114 نسمة حسب إحصاء المعهد الوطني للإحصاء والدراسات الاقتصادية سنة 2009 م. وترأس Philip Bruno البلدية خلال فترة (2008-2014).

## وصلات خارجية
- صفحة البلدية على موقع المعهد الوطني للإحصاء والدراسات الاقتصادية